# أرجمون شجيري
أرجمون شجيري (الاسم العلمي:Argemone fruticosa) هو نوع من النباتات يتبع جنس الأرجمون من الفصيلة الخشخاشية.